# 68 Pułk Artylerii Haubic
68 pułk artylerii haubic (68 pah) – oddział artylerii ludowego Wojska Polskiego.
Pułk sformowany został we wrześniu 1945, w garnizonie Gniezno, w składzie 12 Łużyckiej Brygady Artylerii Ciężkiej.

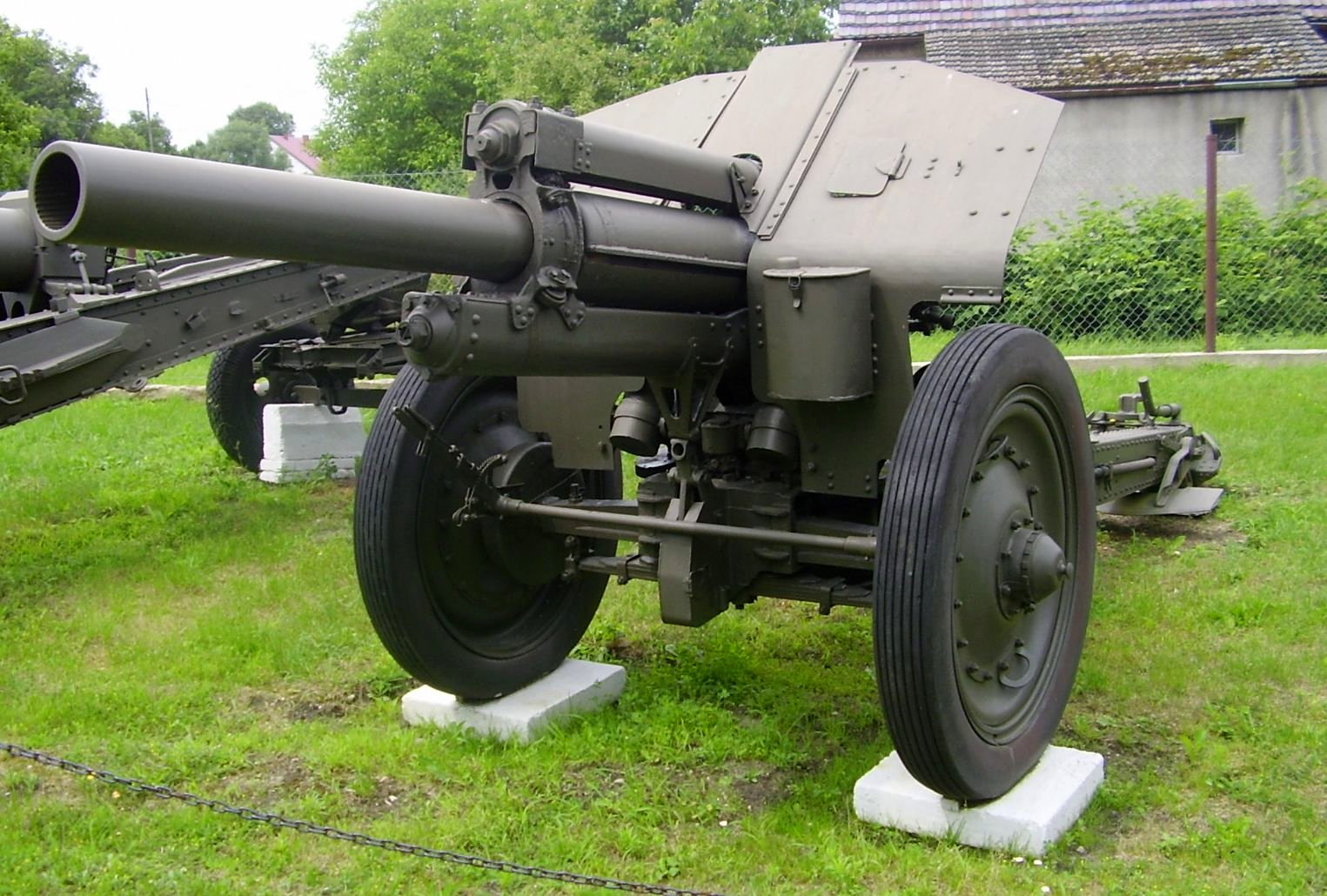
122 mm haubica wz. 1938 (M-30)

## Skład organizacyjny
Dowództwo pułku
- trzy dywizjony artylerii haubic
  - trzy baterie artylerii
- bateria sztabowa
  - plutony: rozpoznawczy, łączności, topograficzny
- kwatermistrzostwo

Pułk liczył etatowo 804 żołnierzy. Na uzbrojeniu posiadał 36 sztuk 122 mm haubic wz. 1938.
Wiosną 1951 jednostka dyslokowana została do garnizonu Orzysz, gdzie na jej bazie sformowana została 26 Brygada Artylerii Haubic z 8 DAP. Sam oddział przyjął organizację przewidzianą etatem Nr 4/62 pułku artylerii haubic. 4 grudnia 1952 oddział przeformowany został na etat Nr 4/85 i skadrowany.

## Żołnierze pułku
- Zygmunt Orłowski